# Marquesado de Monroy
El marquesado de Monroy es un título nobiliario español creado el 8 de mayo de 1643 por el rey Felipe IV de España a favor de Fernando de Monroy y Guzmán Zúñiga y Menchaca, caballero de la Orden de Alcántara y XII señor de Monroy.

## Denominación
Le da nombre el municipio de Monroy, históricamente situado en el reino de León, actualmente en la provincia de Cáceres, en Extremadura.

## Marqueses de Monroy
|                        | Titular                                         | Periodo                |
| Creación por Felipe IV | Creación por Felipe IV                          | Creación por Felipe IV |
| ---------------------- | ----------------------------------------------- | ---------------------- |
| I                      | Fernando de Monroy y Guzmán Zúñiga y Menchaca   | 1643-1656              |
| II                     | Juan de Monroy y Menchaca                       | 1656-1679              |
| III                    | Fernando de Monroy y Rante                      | 1679-1690              |
| IV                     | Clara Benita de Barrionuevo y Monroy            | 1690-1715              |
| V                      | Rodrigo Antonio de Monroy y Mendoza             | 1715-1781              |
| VI                     | Joaquín Ginés Gabriel de Oca y Mendoza Caamaño  | 1781-1795              |
| VII                    | Clara de Oca y Mendoza Caamaño                  | 1795-1799              |
| VIII                   | Pablo Félix Arias de Saavedra y Porres          | 1799-1827              |
| IX                     | Juan María Baptista Becerra de Monroy y Mendoza | 1827-¿?                |
| X                      | María del Carmen Abraldes y Yebra               | ¿?-¿?                  |
| XI                     | María de los Dolores Abraldes Castelos y Monroy | ¿?-1848                |
| XII                    | Juan María Varela y Abraldes                    | 1867-1891              |
| XIII                   | Agustín Mario Maldonado y Carvajal              | 1893-1909              |
| XIV                    | Agustín de Aranguren y Maldonado                | 1909-1923              |
| XV                     | María del Rosario de Aranguren y Palacio        | 1925-1954              |
| XVI                    | Francisco López de Tejada y Hurtado             | 1954-1973              |
| XVI                    | Francisco López de Tejada y Cabeza              | 1974-actual titular    |

## Historia de los señores de Monroy
- Fernán o Hernán Pérez de Monroy, el Viejo (m. 1351), I señor de Monroy.[3] El rey Fernando IV de Castilla entregó a Fernán el lugar de Monroy el 21 de abril de 1309: do vos e otorgo vos que podades poblar çien pobladores en el nuestro lugar que dizen Monroy, que sean de la tierra de las hórdenes o de otros señores qualesquier saluo del mío realengo.[4] Esta merced fue confirmada por el rey Alfonso XI en 1315, 1325 y 1340.[5] También fue II señor de Valverde de la Vera (2 de agosto de 1326), que heredó de su hermano Nuño Pérez de Monroy, «abad de Santander, arcediano de Campos, notario mayor de Castilla y privado de la reina María de Molina»[5] a quien el rey Fernando IV había donado Jarandilla de la Vera y Valverde de la Vera.[5] Fue el constructor del magnífico castillo de Monroy.

Casó en primeras nupcias con Sancha Suárez o Álvarez, sin descendencia, y en segundas con Estefanía Rodríguez. Le sucedió su hijo:
- Fernán Pérez de Monroy el Mozo (m. 1369), II señor de Monroy,[3][5] III señor de Valverde de la Vera, de que retuvo el mencionado estado feudal por privilegio de Alfonso XI de Castilla, en Sevilla, con fecha de 30 de diciembre de 1344.

Casó en primeras nupcias con Inés Rodríguez de las Varillas. Contrajo un segundo matrimonio con María Gil, de quien no hubo descendencia. Le sucedió su hija del primer matrimonio a quien dejó como heredera en su testamento de 1359:
- Estefanía Fernández de Monroy (m. 1390), III señora de Monroy,[3] IV señora de Valverde de la Vera.

Contrajo un primer matrimonio en 1356 con García Álvarez de Toledo (m. 1370), I señor de Oropesa, y después casó con Garci González de Herrera, mariscal de Castilla, quien, después de enviudar, volvió a casar con María de Guzmán. Sin descendencia de ninguno de sus matrimonios, sucedió su sobrino, hijo de su hermana María de Monroy (m. 1370) y de su esposo Juan Rodríguez de las Varillas (m. 1380).
- Fernán de Monroy y Rodríguez de las Varillas (m. 1435), IV señor de Monroy,[3] V señor de Valverde de la Vera por ratificación de Juan I de Castilla en 1379, señor de Las Quebradas, etc., presente en la reconquista de Antequera el 16 de septiembre de 1410.

Casó con Isabel de Almaraz, nacida en Plasencia en 1382, señora de Almaraz, Deleitosa, Belvís y El Bote, entre otras villas y fortalezas, en 1417, hija de Diego Gómez de Almaraz, de Plasencia, señor de Almaraz por confirmación de Enrique III de Castilla el 12 de marzo de 1396, Belvís, Deleitosa, El Bote, etc, y de su primera esposa, María Velázquez de Tapia, natural de Arévalo, progenitores de los condes de Deleytosa y de los condes de Oropesa. Le sucedió su hijo:
- Rodrigo de Monroy y Almaraz (m. 1453), V señor de Monroy.[3]

Casó con Mencía Alfonso de Orellana, hija de Hernándo Alfonso de Orellana (pariente de Francisco de Orellana) y de su esposa Juana González de Carvajal. Le sucedió su hijo:
- Fernando Rodríguez de Monroy y Orellana el Bezudo (m. 1507), VI señor de Monroy,[3] caballero, sargento mayor y comendador de Moratanos en la Orden de Malta.

Casó en primeras nupcias con su prima Mencía González de Carvajal, hija de Garci López de Carvajal, señor de Torrejón, y de su esposa Beatriz de Trejo, padres de Diego, Fabián, Beatriz y Constanza. Contrajo un segundo matrimonio con Inés de Aldana (m. 1493/1494), con quien tuvo a Miguel, Gabriel, Isabel y Mencía. Le sucedió el segundogénito de su primer matrimonio:
- Fabián de Monroy y Carvajal (m. 1508), VII señor de Monroy.[3]

Casó con Francisca de la Peña. Le sucedió su hijo:
- Antonio de Monroy y la Peña (m. 1542), VIII señor de Monroy[3]

Casó con María de Vargas. Sin descendencia, sucedió su sobrino, hijo de su hermano Fernando de Monroy y la Peña y de su primera esposa, Marina Fernández de Carvajal.
- Antonio de Monroy y Carvajal (m. 1557), IX señor de Monroy.[3]

Casó con María de Cardona y Mendoza, hija de Sancho de Cardona, caballero y comendador de Villamayor en la Orden de Santiago, y de su esposa Leonor de Guzmán, hija de los marqueses de la Algaba. Le sucedió su hijo:
- Fernando de Monroy y Cardona (m. 12 de marzo de 1606),[16] X señor de Monroy,[17] señor de Las Quebradas y caballero de la Orden de Alcántara en 1565.

Casó la primera vez con Elvira de Zúñiga y Guzmán, hija de Luis de Ávila y Zúñiga, comendador mayor de la Orden de Alcántara, y de María de Zúñiga y Manuel, II marquesa de Mirabel. De este matrimonio nacieron nueve hijos, entre ellos, su sucesor en el señorío, y Sancho de Monroy y Zúñiga, I marqués de Castañeda. Contrajo un segundo matrimonio con Isabel de Aguilar y Bazán con la que tuvo un hijo llamado Fernando, y cuatro hijas. Le sucedió su hijo primogénito del primer matrimonio:
- Antonio de Monroy y Zúñiga (m. 1630), XI señor de Monroy,[17]  caballero de la Orden de Alcántara.

Casó con Gregoria de Guzmán y Menchaca, de Valladolid, hija de Juan de Menchaca, comendador de Torres y Cañamares, contador mayor de Hacienda del rey, y de su primera esposa, Ana Enríquez de Guzmán. Le sucedió su hijo que fue el XII señor de Monroy y el I marqués de Monroy.

## Historia de los marqueses de Monroy
- Fernando de Monroy y Guzmán Zúñiga y Menchaca (1612-5 de febrero de 1656),[23] I marqués de Monroy, XII señor de Monroy,[17] I marqués de Garcillán en el reino de Sicilia por Felipe IV de España el 14 de diciembre de 1652,[24] mayordomo de la reina Mariana de Austria desde 1649 hasta 1656 y caballero de la Orden de Alcántara.[23]

Casó con su prima Leonor de Monroy y Aragón, hija de Sancho de Monroy y Zúñiga, I marqués de Castañeda y mayordomo de la reina Isabel de Borbón. Sin descendencia, sucedió su hermano:
- Juan de Monroy y Menchaca (m. 16 de agosto de 1679),[26] II marqués de Monroy[17], caballero de la Orden de Santiago desde 1636, gobernador de Málaga, miembro del Consejo Supremo de Guerra y mayordomo de la reina Mariana de Austria desde 1671 hasta 1679.[27]

Casó en Flandes con Catalina Cristina de Rante y Rovillardo, hija de Pablo de Rante y de su esposa Carlota de Rovillardo. Fueron padres de un hijo y dos hijas. Le sucedió su hijo:
- Fernando de Monroy y Rante (m. 1690), III marqués de Monroy.[17][23]

Casó con Leonor de Meneses y Sotomayor, hija de Gutierre de Meneses, I conde de Foncalada y corregidor de Ávila. Sucedió su sobrina:
- Clara Benita de Barrionuevo y Monroy (Cambray (Flandes), 16 de noviembre de 1668[29]-1715[30]), IV marquesa de Monroy,[31][17] y V marquesa de Cusano.[32] Era hija de Melchor de Barrionuevo y Peralta y de su prima hermana, Catalina Teresa de Monroy, hija del II marqués de Monroy,[29] que contrajeron matrimonio en la iglesia de San Ginés, Madrid, en junio de 1664.[33]

Casó el 15 de febrero de 1694 con Antonio José de Mendoza Caamaño y Sotomayor (m. 15 de diciembre de 1746), III marqués de Villagarcía, III vizconde de Barrantes, VII señor de la Casa de Rubianes, y virrey del Perú, embajador en Venecia y Portugal y caballero de Orden de Santiago. Le sucedió su hijo:
- Rodrigo Antonio de Monroy y Mendoza (Valencia, 17 de junio de 1701-Madrid, 22 de agosto de 1781),[31], V marqués de Monroy,[30][17][32] VI marqués de Cusano,[30] IV marqués de Villagarcía,[32] IV vizconde de Barrantes, VIII señor de la Casa de Rubianes[35] y mayordomo de la casa real.[36]

Casó el 13 de junio de 1736, en Toledo, con su prima segunda, Blasa Pantoja y Bellvís de Moncada (Sevilla, 6 de febrero de 1714-Madrid, 15 de diciembre de 1793), IX condesa de Torrejón, grande de España, VI marquesa de Valencina, IX condesa de Villaverde,, señora de Mocejón y Benacazón y XI poseedora del oficio de alférez mayor perpetuo de Toledo, hija de Félix Francisco Pantoja de Carvajal (Toledo, 8 de mayo de 1679-Ocaña, 11 de agosto de 1747), VII conde de Torrejón y IV marqués de Valencina, alférez mayor perpetuo de la Imperial Ciudad de Toledo y su Reino, como poseedor del mayorazgo de Silva, y de su esposa María Josefa Bellvís Moncada y Exarch (m. 21 de diciembre de 1758) Sin descendencia, sucedió su sobrino, hijo de su hermana María Josefa Alberta y de su esposo Jerónimo María de Oca Nieto de Silva Cisneros y Moctezuma (1695-1778), VII conde de Moctezuma de Tultengo, IV marqués de Tenebrón, VII vizconde de Ilucán y señor de Celme.
- Joaquín Ginés Gabriel de Oca y Mendoza Caamaño (20 de marzo de 1733-31 de agosto de 1795), VI marqués de Monroy,[40] VIII conde de Moctezuma de Tultengo,[31] V marqués de Tenebrón,[31] V marqués de Villagarcía, VII marqués de Cusano, V vizconde de Barrantes, IX señor de la Casa de Rubianes, señor de Vista Alegre y del Celme y caballero de la Orden de Santiago.[40]

Casó en primeras nupcias con María de los Dolores Fernández de Córdoba y Moncada (m. 17 de abril de 1770), hija de Luis Antonio Fernández de Córdoba-Figueroa y Spínola de la Cerda, XI duque de Medinaceli y de su primera esposa, María Teresa de Moncada Aragón y Benavides, VII duquesa de Camiña (V título de Castilla). Contrajo un segundo matrimonio con María Ignacia Idiáquez y Palafox. Sin descendencia, sucedió su hermana:
- Clara de Oca y Mendoza Caamaño (Madrid, 28 de mayo de 1723-Madrid, 11 de febrero de 1799), VII marquesa de Monroy,[41] IX condesa de Moctezuma de Tultengo, VI marquesa de Tenebrón, VI marquesa de Villagarcía, marquesa de Cusano, VI vizcondesa de Barrantes, IX vizcondesa de Ilucan, X señora de la Casa de Rubianes, etc.[41] Soltera y sin descendientes, a su muerte se repartieron sus títulos y la casas de Monroy y de Cusano las heredó un pariente lejano:[41]

- Pablo Félix Arias de Saavedra y Porres (n. Cáceres, 26 de febrero de 1731-Cáceres, 12 de febrero de 1827[42]) VIII marqués de Monroy,[43] hijo de Gabriel Arias de Saavedra, señor del castillo de Las Dueñas, caballero de la Orden de Alcántara, regidor perpetuo de Cáceres, y su esposa Aldonza de Torres. Testó el 30 de marzo de 1810.[42] Sucedió:

- Juan María Baptista Abraldes Becerra de Monroy y Mendoza (n. 31 de marzo de 1741), IX marqués de Monroy y señor de Guimaráns.[44] Era hijo de Juan Antonio de Abraldes Vega Portocarrero y de Teresa Nicolasa Becerra Monroy y Saavedra.[44]

Casó en primeras nupcias con Magdalena de Yebra y Oca y en segundas, entre 1770 y 1774, con María Gertrudis Castelos y Villardefrancos, viuda de José Antón de Neyra. Sucedió su hija del primer matrimonio:
- María del Carmen Abraldes y Yebra, X marquesa de Monroy.

Casó en primeras nupcias con José Pardo y en segundas con Jacobo Verea y Aguiar. Sucedió su media hermana, hija del segundo matrimonio de su padre:
- María de los Dolores Abraldes Castelos y Monroy (m. 1848), XI marquesa de Monroy.[44]

Casó con Vicente Carlos Varela Míguez. Sucedió su hijo en 1867:
- Juan María Varela y Abraldes (m. 8 de abril de 1891), XII marqués de Monroy.[45][46][47]

Casó con Josefa de Ulloa. Sin descendencia, le sucedió en 1893:
- Agustín Mario Maldonado y Carvajal (3 de noviembre de 1837-5 de diciembre de 1909), XIII marqués de Monroy,[49] V marqués de Castellanos, I vizconde de Hormaza, hijo de José Julián Benito Maldonado y Aceves (1818-1909), IV marqués de Castellanos y de Ángela María Manuela Isidra de Carvajal y Téllez Girón.[50]

Casó el 17 de diciembre de 1862 con María del Rosario González de la Riva (1841-1923). En el marquesado de Castellanos, sucedió su hijo Fernando Maldonado y González de la Riva en 27 de diciembre de 1910 y en el marquesado de Monroy, le sucedió su nieto, hijo de María de la Asunción Maldonado y González de la Riva (1867-1921), I marquesa de Garcillán —real decreto del 4 de mayo de 1905, «en recuerdo al otorgado el 14/XII/1652 en Sicilia a Fernando de Monroy y Dávila»—, y de su primer esposo, Iván de Aranguren y Alzaga, VIII conde de Monterrón y diputado a Cortes por Guipúzcoa 1881-1882:
- Agustín de Aranguren y Maldonado (Madrid, 17 de mayo de 1893-8 de noviembre de 1923), XIV marqués de Monroy,[49] X conde de Monterrón y II marqués de Garcillán.[49]

Casó el 13 de septiembre de 1921, en Limpias, siendo su segundo marido, con María de Palacio y Velasco. Sucedió su hija primogénita en 1925:
- María del Rosario de Aranguren y Palacio (Mondragón, 3 de agosto de 1923-2015[54]), XV marquesa de Monroy,[49][55] III marquesa de Garcillán y XI condesa de Monterrón[49][56] y gobernadora de honor de la Real Hermandad de Infanzones de Illescas.[56]

Casó el 8 de septiembre de 1945, en Mondragón, con Miguel Alejandro Fernández-Rivera y Gómez (La Habana, 11 de abril de 1917-2000). Sucedió:
- Francisco López de Tejada y Hurtado (m. 1973), XVI marqués de Monroy.[58] Le sucedió:

- Francisco López de Tejada y Cabeza, XVII marqués de Monroy.[2][59]